# Bamberg, Staatsbibliothek, Msc.Patr.61
Die Handschrift Bamberg, Staatsbibliothek, Msc.Patr.61 ist ein Kodex, der die älteste Abschrift der Institutiones Cassiodors enthält. Sie stammt aus dem letzten Viertel des achten Jahrhunderts und ist damit eines der frühesten erhaltenen Zeugnisse der Beneventana genannten Schrift, in der sie geschrieben wurde. Die Handschrift wurde wahrscheinlich von Heinrich II. nach Bamberg gebracht, wo sie bis zur Säkularisation Teil der dortigen Dombibliothek war. Heute wird sie als Teil der Kaiser-Heinrich-Bibliothek in der Staatsbibliothek Bamberg verwahrt.

## Beschreibung

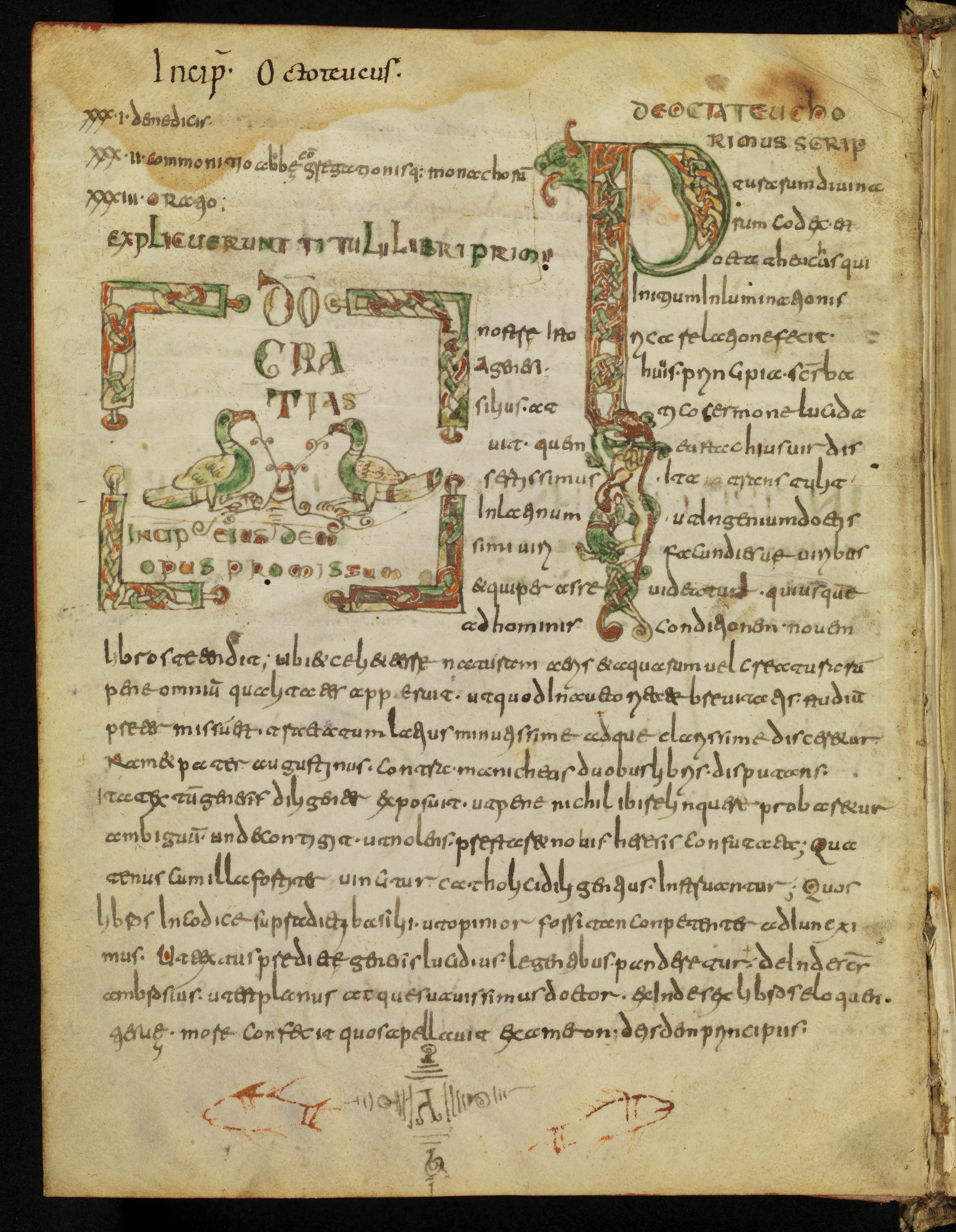
Bamberg, Staatsbibliothek, Msc.Patr.61, fol. 4v: Beginn der Institutiones

Der Kodex misst 27 auf 20,5 cm und umfasst 103 Blatt teils löchrigen Pergaments, die mit je 25–27 Zeilen langen Zeilen beschrieben sind; vorne und hinten sind jeweils ein ungezähltes Papierblatt eingebunden. Der Einband stammt von 1611.
Die Schrift ist eine frühe Form der Beneventana; Gude Suckale-Redlefsen unterscheidet mehrere Hände aus dem letzten Viertel des 8. Jahrhunderts. Der Text ist an vielen Stellen verbessert und ergänzt worden.
Buch- und Kapitelanfänge sind durch Zierinitialen (teilweise mit Flechtbandmuster) und farbig gefüllte Majuskeln markiert, teilweise sind auch einzelne Worte oder Majuskeln farbig ausgeführt und teilweise gefüllt. Die Handschrift enthält zahlreiche Diagramme, die ebenfalls teils sehr aufwändig gestaltet sind.

## Herkunft
Der Kodex stammt aus der Abtei Montecassino. Möglicherweise war er im Besitz Ottos III.; wahrscheinlich wurde er von Heinrich II. nach Bamberg gebracht.

## Inhalt
Msc.Patr.61 ist die früheste bekannte Abschrift der Institutiones Cassiodors.
Außerdem enthält der Kodex Werke von Mallius Theodorus, Gregor von Tours und Isidor von Sevilla sowie einen Brief des Gotenkönigs Susebotus und (als spätere Nachträge) verschiedene Alphabete.